# Шелбівіль (Сімпсони)
Шелбівілль — вигадане місто з мультсеріалу Сімпсони, що розташоване поблизу Спрингфілда. Шелбівілль і Спрингфілд описуються у серіалі як міста-близнюки, незважаючи на неперервне суперництво між ними. Його населення становить близько 200 тисяч осіб.

## Місто
Шелбівілль був заснований Шелбівіллем Манхеттеном у 1796 року, і основний принцип, який ліг в основу світогляду містян — це те, що чоловіки можуть одружитися зі своїми двоюрідними сестрами. Цей факт послужив підставою для виникнення протиріч між Манхеттеном і засновником Спрингфілда Джебедаєю Спрінгфілдом. Після цієї розбіжності, два засновника розділилися, і кожен зі своєю групою людей розійшлися врізнобіч, заснувавши різні міста, з тих пір і виникло суперництво між Спрингфілдом і Шелбівіллем, яке не припиняється досі. Ця ворожнеча показана в епізоді «Lemon of Troy», коли група Шелбівілльскіх підлітків вкрала з Спрингфілда його знамените лимонне дерево. Суперництво між містами добре відоме навіть серед немістян, так, наприклад, в епізоді Marge vs. the Monorail солодкоголосий продавець умовив Спрингфілдців витратити величезну суму грошей на будівництво не дуже потрібної їм монорейкової дороги, всього лише припустивши, що напевно ця ідея краще підходить для Шелбівілля.
У епізоді «Сім коробок пива» родина Сімпсонів приїхали до сусіднього міста та відвідали п'єсу під назвою «Пісня Шелбівілля». У п'єсі Спрингфілдців виставили недалекими селюками, і коли Ліса запротестовала проти такого портрета рідного міста, натовп уставився на сімейство і зашикав. Після цього у Спрингфілді побудували дорогий концертний зал у намаганні бути не гірше Шелбівілля.
У епізоді «Хто стріляв у Бернса? Частина 2» розгніваний натовп Спрингфілдців завалив набік величезну сонце-затуляючу машину містера Бернса, що випадково впала на сусіднє місто, зробивши там значні руйнування. Натовп на мить засмутивя, поки Клоун Красті не спитав, «А що за місто ми зараз зруйнували?» І директор Скіннер відповів: «Шелбівілль». В ту ж мить, обличчя людей осяяла радість.
Люди Шелбівілля не дуже розумніші або добріші за Спрингфілдців, як зазначено в одному з епізодів, у Шелбівіллі побудували мінімагазин, тоді у Спрингфілді побудували мінімагазин більший, як помсту Шелбівільці запустили в водопровід трохи алкоголю, а Спрингфілці підпалили Шелбівілльську мерію, в продовження (за словами Ліси Сімпсон) «ще однієї сторінки в безглуздому протистоянні між Спрингфілдом і Шелбівіллем». В іншому разі показано, що в Шелбівіллі краще налагоджена система соціальної допомоги — Абрахам Сімпсон говорить «Я збираюся в краще місце. Шелбівілльський шпиталь!»
У Шелбівіллі є: своя атомна електростанція, що належить Арістотелю Амадополісу; Шелбівілльська початкова школа; Шелбівілльський коледж (змагається із Спрингфілдським коледжем у студентських дебатах); магазин «На швидку руку»; бар «таверна Джо» (де подають пиво «Фадд», незважаючи на заборону, через те, що багато жителів втратили зір після його вживання), а пожежні гідранти пофарбовані в жовтий колір. Як не дивно, велика частина з цього дуже нагадує Спрингфілд (як приклад у початковій школі є жіноча версія Завгоспа Віллі) — така ж невдоволена жінка-шотландка з граблями років 45.
Також є щонайменше один магазин, готель, міське сміттєзвалище, штрафна стоянка, скелі і водоспад, а так само McDonald's, який Спрингфілдці зневажають, оскільки у них є закусочна Красті Бургер.
Зі спортивних команд у Шелбівіллі є Шелбівілльські Шелбівілльці, бейсбольна команда нижчої ліги, і Шелбівілльські Акули — команда з американського футболу. Раз на рік проводиться «товариська» зустріч між Шелбівільськими Акуламі і Спрингфілдськими Атомами.

## Розташування
Як і Спрингфілд, Шелбівілль розташований в вигаданому штаті (одного разу неофіційно названий продюсером шоу Девідом Сільверманом «Північна Такома»). Спрингфілд і Шелбівілль — міста-близнюки, і їх пов'язує, щонайменше, одна дорога.

## Цікаві факти
- Шелбівілль зайняв десятий рядок у хіт-параді «10 найкращих дистопій» журналу «Wired Magazine» в грудні 2005 року.
- Шелбівілль — єдине місце в вигаданому світі Сімпсонів, де є ще один чоловік на ім'я Мілгаус.
- У Шелбівілля є щонайменше одне передмістя — Шелбівілльські Висоти.
- Луан ван Гутен народилася в Шелбівіллі.
- Шелбівілль виграв у Спрингфілда право проведення олімпійських ігор, після того, як Спрингфілд втратив всі шанси після витівок Барта перед перевіряючими з МОК.
- Можливо Шелбівілль був знищений після вибуху атомної бомби в епізоді «24 хвилини».